# Armari de les tres claus de Tortosa
L'Armari de les tres claus o armari-arxiu de Tortosa és un bé moble que es conserva a la ciutat de Tortosa i que antigament es feia servir per a custodiar documents. És un dels pocs armaris arxivadors que es conserven a Catalunya dels segles xv al xviii, època en què se'n van construir diversos exemplars per preservar documents valuosos de caràcter civil i eclesiàstic.
Construït el 1574, es custodiava a l'antiga Casa de la Ciutat i des del 1911 se conserva a l'església de Sant Domènec, que forma part del conjunt renaixentista dels Reials Col·legis de Tortosa. Consta de quatre cossos. Els dos del mig s'estructuren exclusivament en calaixos i els dos extrems alternen calaixos amb lleixes. Les quatre portes -de tres panys- reforçades amb planxa estan pintades a l'interior. El seu aspecte exterior és d'època moderna. S'hi representa l'escut de la ciutat; l'Àngel Custodi, patró de la ciutat, i la llegenda commemorativa inaugural. D'estructura senzilla, és considerat com un bon exemple del moble renaixentista i és un dels pocs armaris-arxiu existents de l'època. Les pintures interiors i les cartel·les originals policromades dels calaixos li donen encara un valor afegit més. Amida 5’65 m. (llarg) x 3,03 m. x 95 cm de fons i té fins a 88 calaixos.